# Hybanthus nanus
Hybanthus nanus là một loài thực vật có hoa trong họ Hoa tím. Loài này được (Saint-Hilaire) Paula-Souza mô tả khoa học đầu tiên năm 2002.